# Línia evolutiva de Yanma
Aquesta línia evolutiva de Pokémon inclou Yanma i Yanmega.

## Yanma
Yanma és una de les espècies que apareixen a la franquícia Pokémon, una sèrie de videojocs, anime, mangues, llibres, cartes col·leccionables i altres mitjans que va ser inventada per Satoshi Tajiri i ha generat milers de milions de dòlars en beneficis per a Nintendo i Game Freak. És de tipus bestiola i tipus volador i evoluciona a Yanmega.

## Yanmega
Yanmega és una de les espècies que apareixen a la franquícia Pokémon, una sèrie de videojocs, anime, mangues, llibres, cartes col·leccionables i altres mitjans que va ser inventada per Satoshi Tajiri i ha generat milers de milions de dòlars en beneficis per a Nintendo i Game Freak. És de tipus bestiola i tipus volador i evoluciona de Yanma.